# RS Девы
RS Девы (лат. RS Virginis), HD 126753 — двойная звезда в созвездии Девы на расстоянии (вычисленном из значения параллакса) приблизительно 1503 световых лет (около 461 парсек) от Солнца. Визуальная звёздная величина звезды — от +14,6m до +7m.
Зарегистрировано излучение H2O- и SiO-мазера*.

## Характеристики
Первый компонент — красный гигант, пульсирующая переменная звезда, мирида (M) спектрального класса M6IIIe-M8e, или M6, или M8, или Md. Масса — около 0,819 солнечной, радиус — около 404,174 солнечного, светимость — около 4400 солнечных. Эффективная температура — около 3281 K.
Второй компонент — красный карлик спектрального класса M. Масса — около 360,39 юпитерианской (0,344 солнечной). Удалён в среднем на 1,399 а.е..